# Margaret MacArthur
Margaret Crowl MacArthur (7 de mayo de 1928 - 23 de mayo de 2006) fue una cantante estadounidense que tocaba el arpa MacArthur y el dulcimer de regazo.

## Biografía
Margaret Crowl MacArthur nació en Chicago. Cuando era joven, viajó con su familia a Carolina del Sur, California, Luisiana y Arizona. Su padrastro tuvo otros hijos fuera del matrimonio, lo que supuso una tensión importante en los primeros años de vida de Crowl. Su apodo familiar se convertiría en "Toodles". Crowl recordó que a la edad de cinco años, escuchó a los vaqueros del equipo maderero cantando canciones populares en el Bosque Nacional Tonto. Más adelante en su vida se convertiría en coleccionista de obras de arte de los nativos americanos.
Crowl estudió en la Universidad de Chicago. En 1948 se casó con John MacArthur y se mudó a Newfane, Vermont. Permaneció en Vermont por el resto de su vida. En 1951, la pareja se mudó a una granja de 200 años de antigüedad en Marlboro, Vermont, sin electricidad. Como preparación para la mudanza, compró "Country Songs of Vermont" (1937) de Helen Hartness Flanders. Se convirtió en el modelo para su futura colección de canciones populares. MacArthur se ofreció como voluntaria para enseñar música en la escuela a la que asistían sus hijos. Encontró atractivas las viejas baladas y buscó cantantes tradicionales en el área de Vermont. En 1951 había actuado varias veces en la radio local. En 1960, una vecina de 80 años le regaló una vieja cítara. Su marido lo reparó y lo personalizó, y Margaret se convirtió en su única intérprete viva. Un fabricante de instrumentos quedó impresionado y obtuvo permiso para fabricar copias del mismo, llamándolo MacArthur Harp.
En 1962 firmó con Folkways Records ante la insistencia de Pete Seeger. Su primer álbum, "Folksongs of Vermont", fue grabado en su cocina. En 1985, en la bienal de artes de Nueva Inglaterra, los funcionarios nombraron a MacArthur como uno de los siete "tesoros artísticos vivientes de Nueva Inglaterra". En 1997 representó a Vermont en el Kennedy Center en una celebración nacional de las artes. En 2001, la "Yankee Magazine" votó a "Vermont Ballads and Broadsides" como uno de los "The Yankee Top 40" de todos los tiempos. En 2003 actuó en el Brattleboro Free Folk Festival .

## “La maldición MacArthur”
Margaret MacArthur murió en la primavera de 2006 de la enfermedad de las vacas locas, que contrajo al ingerir carne local. MacArthur reconoció que padecía una enfermedad neurodegenerativa cuando empezó a olvidar las letras de las canciones. Una de las últimas canciones que pudo recordar antes de morir fue Kilkelly, Irlanda, una balada contemporánea. La Colección Margaret MacArthur, que consta de documentos personales, libros, sus grabaciones de campo de cantantes tradicionales en Vermont y materiales que le regaló Helen Hartness Flanders, se encuentra en el archivo del Vermont Folklife Center en Middlebury, VT.
El archivo MacArthur fue curado digitalmente por M. Shelley, quien trabajó con el socio de canciones folklóricas de MacArthur, Tony Barrand, en 2016 para publicar nuevos materiales de las sesiones de Fred Atwood de la colección MacArthur. Durante este período de investigación, el viudo de Margaret MacArthur murió a causa de una lesión en la cadera al caer sobre hielo sacando neumáticos de su garaje; esto se incluyó en su obituario como una broma. Al igual que MacArthur, Tony Barrand también murió de una enfermedad neurodegenerativa ( esclerosis múltiple ) en 2022, después de haber estado confinado a una silla de ruedas motorizada durante varias décadas. La propia esposa de Barrand, Margaret Dale, murió una semana después.

## Discografía
- "Canciones populares de Vermont" (1962)
- "En lo alto de las montañas" (1972)
- "Las viejas canciones" (1976)
- "Un almanaque de canciones agrícolas de Nueva Inglaterra" (1982)
- "Haz el anillo de Wildwood" (1982)
- "Baladas y andanadas de Vermont" (1989)
- "La carretera MacArthur" (1989)
- "Ellas estrellas" (1995)
- "Baladas tres veces retorcidas" (1999)